# セリーヌ・ジェロー
セリーヌ・ジェロー（Céline Géraud　1968年2月13日- ）はフランスの柔道家。階級は61 kg級。テレビ司会者、ジャーナリスト。2016-2020年期のフランス柔道柔術剣道及び関連武道連盟副会長を務める。

## 人物
1986年のヨーロッパ選手権61 kg級で3位になった。マーストリヒトで開催となった世界選手権では18歳ながら決勝まで進むも、イギリスのダイアン・ベルに敗れたが銀メダルを獲得した。続く世界学生では優勝を飾った。1990年の世界学生では3位になった。

## 主な戦績
- 1985年 - 福岡国際　2位
- 1986年 - ヨーロッパ選手権　3位
- 1986年 - 世界選手権　2位
- 1986年 - 世界学生　優勝
- 1988年 - フランス国際　優勝
- 1989年 - ドイツ国際　2位
- 1989年 - ソ連女子国際　優勝
- 1990年 - 世界学生　3位

## 出演動画番組
- Stade 2（フランス2）2013年1月 – 2017年7月
- Coffee With Céline - YouTubeプレイリスト（Judoチャンネル - YouTubeチャンネル）2020年4月7日 - 6月9日 日本時間毎週火曜日午前2時[5][2]

他